# Al di là delle apparenze
Al di là delle apparenze (Last Moment of Clarity) è un film del 2020 diretto da Colin Krisel e James Krisel.

## Trama
Sam è scappato in Francia dopo esser riuscito a fuggire ad un attentato di alcuni malavitosi nel quale crede che sua moglie, Georgia, abbia perso la vita. Riempie le giornate con la solita routine, di giorno lavora come rider, di sera aiuta in un bar e a fine turno guarda un film nel cinema lì vicino.
Una sera però la sua vita viene stravolta quando la pellicola proiettata mostra un'attrice troppo uguale a sua moglie e si convince che sia lei. Decide quindi di andare negli Stati Uniti per incontrarla e rimettersi con lei, prova ad avvicinarla alla prima di un suo film ma essendo senza invito viene fatto allontanare da Kat, una ex compagna del liceo che lo riconosce e decide di aiutarlo; lo porta ad una festa dopo la proiezione del film e qui ha l'opportunità di parlare con quella che credeva essere Georgia, suo malgrado però la ragazza di fronte a lui non lo riconosce ed è fidanzata con Gilles.
Solo più tardi Georgia va nella camera del motel dove alloggia Sam e svela la sua identità raccontandogli di come è fuggita all'esplosione nell'attentato. I due sono ancora innamorati e decidono di fuggire insieme ma quando Sam va da lei devono fare i conti con il ritorno dei malavitosi. Scampati a questo nuovo attentato scoprono di non essere più le stesse persone e decidono come affrontare il loro futuro.

## Produzione

### Riprese
Le riprese del film sono iniziate il 2 febbraio 2018 a Norfolk.

## Distribuzione

### Data di uscita
Le date di uscita internazionali nel corso del 2020 sono state:
- 19 maggio in Canada e Stati Uniti d'America
- 18 giugno in Spagna (Bajo la misma piel)

Le date di uscita internazionali nel corso del 2021 sono state:
- 25 febbraio nei Paesi Bassi
- 8 marzo in Regno Unito

Le date di uscita internazionali nel corso del 2022 sono state:
- 21 aprile in Germania (Doppeltes Spiel)
- 1º settembre in Svezia
- 19 ottobre in Italia

### Divieti
Negli Stati Uniti d'America la MPAA ha classificato il film come vietato ai minori di 17 anni non accompagnati da un adulto (R) per scene contenenti violenza, linguaggio, sessualità e nudità.

### Edizione italiana
La direzione del doppiaggio è di Ewelina Spasowicz e i dialoghi italiani sono curati da Sabine Cerullo per conto della Augustuscolor che si è occupata anche della sonorizzazione.